# Манастир Светог Архангела Михаила (Тиват)
Манастир Светог Архангела Михаила је манастир Српске православне цркве, који се налази на острву Михољска превлака у Боки которској, на подручју општине Тиват у Црној Гори. Манастир је посвијећен светом архангелу Михаилу, а знаменит је по својој богатој средњовјековној црквено-историјској баштини. Непосредно по добијању црквене аутокефалности (1219), први српски архиепископ свети Сава је за сједиште новоустановљене Зетске епископије одредио управо овај манастир. Крајем 14. вијека, усљед промјене политичких околности, дошло је до постепеног осиромашивања, а касније и до расипања манастирског властелинства, које је потом и запустјело. Стога је архијерејско сједиште током 15. вијека морало бити измјештено дубље у унутрашњост, да би касније (око 1483. године) било пренијето на Цетиње, гдје се и данас налази.

## Географски положај
Манастир се налази на острву Михољска превлака у Боки которској. To је острвце у јединственом низу острва у Тиватском заливу Боке которске. Ово острво се послије пет метара широког и плитког мора надовезује на полуострво Брда. Стотињак метара даље је шкољ Страдиоти, a још толико је удаљено Богородичино острво. На овај дио залива простирала се метохија манастира светог архангела Михаила. Ове области подно Ловћена, окупљене око манастира, прастаро су српско упориште. Источна страна Боке (од рта Оштра до Пераста) била је дио Травуније, односно Херцеговине, a град Котор са Боком и Грбљем, у средњем вијеку познат као “краљевски град”, био је посебна област са дворцима српских владара.
Михољска Превлака код Тивта, једно од најљепших мјеста на Црногорском приморју, на карти се крије под новокомпонованим именом “Острво цвијећа”. To је тридесетак година било одмаралиште бивше JНA. У њему већ годинама више нема туризма, јер ту су свој дом нашли прогнаници из Словеније и Хрватске.

## Предисторија
И прије заснивања Зетске епископије (1219), Михољска превлака је била центар црквеног живота, што је посвједочено археолошким налазима који потичу и претходних вијекова. У стручној литератури постоје различита мишљења о старини првобитних грађевина и природи црквеног центра који је раније постојао на том мјесту. Према претпоставкама појединих истраживача, један од старијих слојева требало би приближно датовати у вријеме которског епископа Јована, који је био учесник Седмог васељенског сабора (787), пошто је управо тада на ширем простору Боке дошло до обнове градитељске активности.
Неки други истраживачи су покушали да постанак старијег црквеног центра на Михољској превлаци вежу за још дубљу прошлост, која би досезала до самих апостолских времена, али такве претпоставке нису наишле на прихватање у широј научној заједници.

## Историја
Михољска Превлака је именована по манастиру светог архангела Михаила, данас у рушевинама, који је свети Сава Немањић 1219. установио као сједиште Зетске епископије.
Какав је био првобитни изглед манастира, још увијек није установљено. Неки до данас сачувани украси могу припадати храму тог времена. Примјерци од бијелог мермера обиљежени су грчким словима. Међутим, ова стара светиња обнављана је више пута, па камени украси, према мишљењу археолога, могу потицати и из неког од сусједних храмова који су раније запустјели. Прву велику обнову, колико је познато, манастир је доживио у првој трећини деветог вијека. To је било вријеме кад су у Боки изграђене многе цркве. Велика изградња цркава услиједила је послије франачких освајања византијских области у Далмацији и Истри, које су већ одавно били населили Срби. На те територије Франци су населили Гудушчане, Хрвате и Лицике. To је принудило Византију да учврсти свој положај у Боки и да се тако супротстави ширењу
Франачке цркве.
Манастир светог архангела поново је страдао средином деветог вијека, у нападу Сарацена (Арапа) из Барија, који су опустошили Боку. У византијској офанзиви Арапи су одбијени, a ослобођен је и Бари. У борби за Бари учествовала је и српска флота. Због тешких посљедица арапског напада није било услова да се манастир обнови, као ни друга мјеста у Боки. Не зна се тачно кад је манастир поново обновљен, али се то вријеме може лако утврдити на основу чињенице да је овдје свети Сава почетком тринаестог вијека основао једну од првих епископија тада самосталне Српске цркве. Свети Сава је, пошто је постављен за архиепископа у Никеји 1219, успоставио Архиепископију у Жичи са још десет епископија. Међу њима је, прва по части, била Зетска епископија, са сједиштем у манастиру светог архангела Михаила. Прије тога су свети Сава и Симеон Немања обновили Хиландар на рушевинама манастира из деветог вијека, који су такође срушили Арапи. Он се на особен начин прожимао са манастиром на Превлаци.
За вријеме цара Душана Зетска епископија је уздигнута на степен митрополије. Након распада српског царства Котор се својевољно осамосталио, те је прихватио врховну власт Мађарске и Босне, a од 1420. постао је млетачки град. Власништво над Метохијом постало је главни циљ которских племића. Убрзо започиње отимање манастирских имања. Превлачки манастир и зетски митрополити представљали су највећу препреку остваривању млетачких освајачких намјера. Манастир је страдао 1420. године или након Фирентинске уније, 1439. године. Утицај превлачких монаха на деспота Ђурђа Бранковића у његовом ставу према сабору у Ферари, као и каснији манастирски отпор у спровођењу уније били су, несумњиво, главни разлози уништења манастира. Послије угушења Грбаљске побуне, 1452. године, Превлака је прешла у руке которске властеле. O овим тешким временима свједочи рушење храма светог архангела Михаила и, касније, подизање мање цркве унутар њега, од које се данас види дио олтарске апсиде. Како предање свједочи, превлачки калуђери су отровани, a живот у манастиру се угасио.
Лазар Томановић о томе пише као о срамотним и грозним средствима римске пропаганде, варварске неправде млетчке владе и мучеништву приморских Срба. Велики и лијепи манастир са три олтара и великим звоником је сметао католицима. Отровали су велике рибе и донијели монасина на дар. Да би се отклонила сумња, дошао је и један властелин которски са протуотровом, с намјером да се након вечере врати. Али и он се отровао и умро заједно са 72 српска православна калуђера. Након тога се околни народ и даље ту скупљао на велике празнике, али их непријатељи оклеветаше млетачкој влади да се ту скупљају због организовања рушења млетачке власти. Одмах је послана једна галија која је разорила манастир.
Јохан Георг Кол је записао да да су на мјесто православних калуђера доведени католички, у вријеме млетачке власти. Народ то никада није заборавио. Када је у новије вријеме ударио гром у манастир и разорио једну кулу и цркву манастирску, при чему је страдало и неколико католичких монаха, житељи око манастира су у томе видјели божију казну за неправду која им је раније била нанесена. Црква тада још није била подигнута.
О разарању манастира у 15. вијеку је писано и раније. Историје Црне Горе Василија Петровића и Петра I Петровића Његоша као и проза Стефана Митрова Љубише, свједоче да су монаси, њих седамдесетак (72), у политичкој завјери потровани и да је млетачка морнарица топовима и минирањем уништила манастир као колијевку православља у Приморју, што је потврђено бројним археолошким истраживањима. Мошти ових 70 михољских мученика су сачуване. Фарлати је писао да су Млечани и католичка црква ту ратовали против православља, па је јасно да није било довољно само потровати монахе, него су и зидине сравњене са земљом. По Милаковићу, то се десило још у вријеме Ивана Црнојевића. Након тровања и рушења манастира, фалсификована је диплома, да би властела которска присвојила Михољски збор, тј. област манастира на Михољској превлаци. На основу те дипломе дужд млетачки Фоскари год. 1455. издаје наредбу против шизматика (православних) у дијецези которској у корист которског биксупа, да се натерају плаћати, који работају баштине и земље црквене, особито ових цркава: Св. Михајила и Св. Марије на Превлаци, Св. Гаврила и Св. Петра у Богдашићима, Св. Александра у Љешковићима, Св. Луке и Св. Николе у Луштици и свију других цркава и црквица, што је митрополит шизматички или славенски под собом држао. Тако је католички бискуп которски постао насљедник имовине православног владике зетског у Боки.
На Михољској превлаци се налази црква Свете Тројице. То је једнобродна грађевина са полукружном апсидом и тродјелним звоником на преслицу. На западној фасади, изнад порталa налази се розета, а испод ње фрагменти пластике. Саградила је 1833. године Катарина Властелиновић. Она је остала удовица без дјеце, све је продала у Котору и купила Превлаку 1827. године. Ту је дочекала смрт у самоћи и молитви. Све кости превлачких мученика које је нашла је сахранила у цркви. То имање је писмом поклонила Његошу, а умире 1847. године. Затим је Превлака била у власништу Милорада Медаковића, па архимандрита Дучића, који је уступа опћини Кртољској, како је било у вријеме Томановића.
Чедомир Марјановић наводи податак да Иван Јастребов и Павле Ровински сматрају да светосавско владичанство (храм Светог Михаила) није било на Михољској превлаци него га треба тражити у околини Подгорице.

## Садашњост
Од 1996. године, када је превлачки манастир почео да обнавља јеромонах Иларион Ђурица, поновљено је и Божије чудо — мости великопревлачких мученика мироточе свето миро. Из откопаних костију врло често појављује се пријатан мирис попут борова или мајских ружа. Истовремено догађа се да из мошти излази вода изузетно пријатних мириса (лаванде, босиљка, лимуновог цвета, шафрана, цимета ...) O овој чудотворној појави своја сведочанства оставило на стотине ходочасника (из готово свих краја наше земља, али и Грчке, Палестине, Немачке...), као и више археолога, свештеника и архијереја. Књига знакова o чудотворној појави мироточења у
манастиру је из дана у дан све богатија сведочанствима o приказу овог чуда, околностима под којима се догађа и дејствима на оне који су га видели и осетили.
У почетку на мироточење мошти великопревлачких мученика са неповерењем су гледали готово сви, па и архијереји СПЦ, али после обиласка Превлаке и увидом на лицу места све сумње би отпадале.
Православни теолози објашњавању да је у питању Божије чудо које сведочи да је Бог жив и јачи од природног поретка. Према речима митрополита Амфилохија то је уједно и Божији знак и подсетник људима. Овакво мироточење објашњава се и као Божија порука народу “да не губи наду и да не треба заборавити врлине као што су подвиг и мучеништво.
Игуман овог манастира је Бенедикт (Јовановић).

## Галерија
- Рушевине манастира Светог архангела Михаила
- Рушевине манастира Светог архангела Михаила
- Михољска превлака